# Бретвиль-ле-Рабе
Бретви́ль-ле-Рабе́ (фр. Bretteville-le-Rabet) — коммуна во Франции, находится в регионе Нижняя Нормандия. Департамент коммуны — Кальвадос. Входит в состав кантона Бретвиль-сюр-Лез. Округ коммуны — Кан.
Код INSEE коммуны — 14097.

## Население
Население коммуны на 2010 год составляло 258 человек.
| 1962 | 1968 | 1975 | 1982 | 1990 | 1999 | 2010 |
| ---- | ---- | ---- | ---- | ---- | ---- | ---- |
| 115  | 116  | 118  | 133  | 175  | 193  | 258  |

## Экономика
В 2010 году среди 174 человек трудоспособного возраста (15—64 лет) 132 были экономически активными, 42 — неактивными (показатель активности — 75,9 %, в 1999 году было 64,8 %). Из 132 активных жителей работали 111 человек (54 мужчины и 57 женщин), безработных было 21 (13 мужчин и 8 женщин). Среди 42 неактивных 18 человек были учениками или студентами, 11 — пенсионерами, 13 были неактивными по другим причинам.